# Dalida
Dalida, właśc. Iolanda Cristina Gigliotti (ur. 17 stycznia 1933 w Kairze, zm. 3 maja 1987 w Paryżu) – francuska piosenkarka włoskiego pochodzenia, aktorka i modelka. Pseudonim artystyczny przyjęła od imienia biblijnego Dalila, której rolę grała w szkolnym teatrze, i w którym zmieniła drugie „l” na „d”.
Podczas kariery nagrała 500 piosenek po francusku, z których 200 zostało przetłumaczonych na włoski, a 300 – na inne języki (nagrywała w ośmiu językach – francuskim, włoskim, hiszpańskim, flamandzkim, niemieckim, angielskim, hebrajskim i arabskim). Sprzedała ponad 170 milionów nagrań na całym świecie, za których sprzedaż zdobyła 70 złotych płyt.

## Życiorys

### Rodzina i edukacja

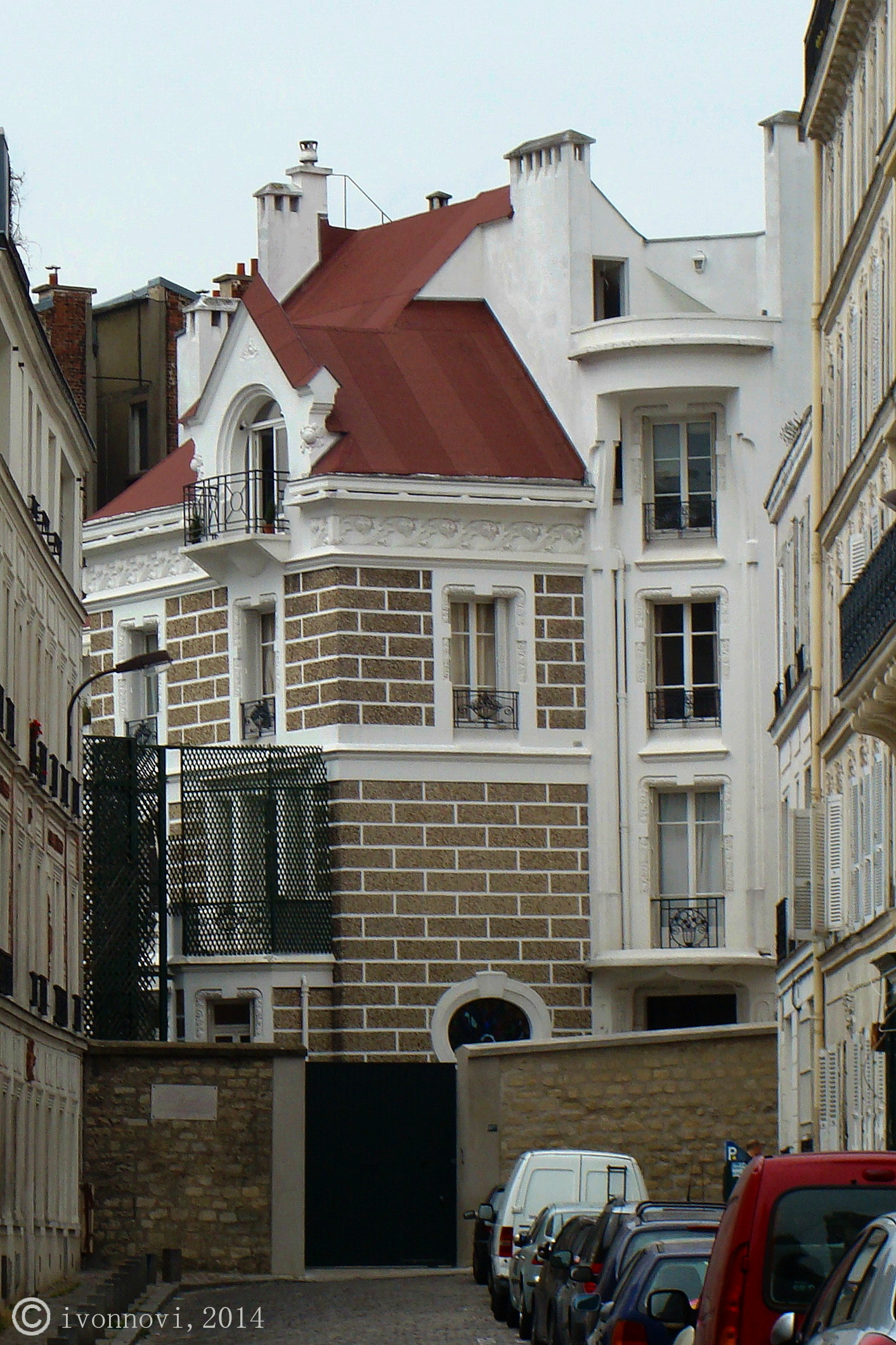
Willa Dalidy w paryskiej dzielnicy Montmartre

Urodziła się w Kairze jako Iolanda Cristina Gigliotti. Jej rodzice – Pietro Gigliotti (1904−1945), pierwszy skrzypek Opery Narodowej w Kairze, i krawcowa Filomena Giuseppina (de domo d’Alba; 1904−1971) – byli Włochami pochodzącymi z Serrastretty w Kalabrii. Miała dwóch braci: Orlando i Bruno. W wieku dziecięcym miała chory wzrok, przeszła w życiu kilka operacji oczu.
Uczęszczała do Scuola Tecnica Commerciale Maria Ausiliatrice, katolickiej szkoły dla włoskiej młodzieży w Szubrze (dzielnicy Kairu). Pobierała również lekcje śpiewu.

### Kariera zawodowa
W 1950 rozpoczęła karierę modelki, biorąc udział w konkursach piękności i nawiązując współpracę z kairskim domem mody Donna. W 1954 zajęła trzecie miejsce w wyborach Miss Egiptu, po czym wyjechała do Paryża, gdzie rozpoczęła karierę filmową. Jej pierwsze filmy nie odniosły sukcesu, ale zaczęła występować na estradach koncertowych i w kabaretach, śpiewając m.in. po francusku i włosku. Nagrywała piosenki, używając pseudonimu scenicznego „Dalida”.
Została dostrzeżona przez producenta płytowego Eddiego Barclaya i Brunona Coquatrixa, dyrektora paryskiej Olympii, w której zadebiutowała w 1957 jako artystka otwierająca występy Charles’a Aznavoura i Gilberta Bécaud. Sławę przyniósł jej utwór „Bambino”. Zaczęła nagrywać w kilku językach oraz koncertować poza Francją. W 1967 wystąpiła z utworem „Ciao, amore, ciao” na Festiwalu Piosenki Włoskiej w San Remo.
W 1974 jej przeboje zostały nagrodzone Oscarem za Światowy Sukces Piosenkarski i platynową płytą w krajach Beneluksu. Przez cały rok piosenki Dalidy były numerem 1 na listach dwunastu różnych krajów: w dziewięciu krajach rekordy bił „Gigi l’amoroso”, w trzech innych – „Il venait d’avoir dix-huit ans”. Piosenką „J’attendrai” z 1976 wylansowała we Francji styl disco. Pod koniec 1978 występowała w Carnegie Hall w Nowym Jorku. W 1980 z okazji 25-lecia kariery artystycznej została uhonorowana Brylantową Płytą Wszech Czasów.
Dwukrotnie zagrała koncert w Polsce: w 1963 i 11 lutego 1983 w Sali Kongresowej w Warszawie.

## Samobójstwo
W nocy z 2 na 3 maja 1987 popełniła samobójstwo, połykając 120 pigułek nasennych i popijając je whisky. Przed śmiercią zostawiła notatkę: „Życie stało się dla mnie nie do zniesienia... Wybaczcie mi”. Została pochowana na cmentarzu Montmartre w Paryżu. Jej pozłacany grób zdobi statua naturalnej wielkości.

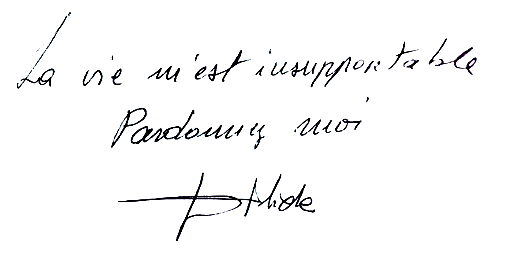
List samobójczy

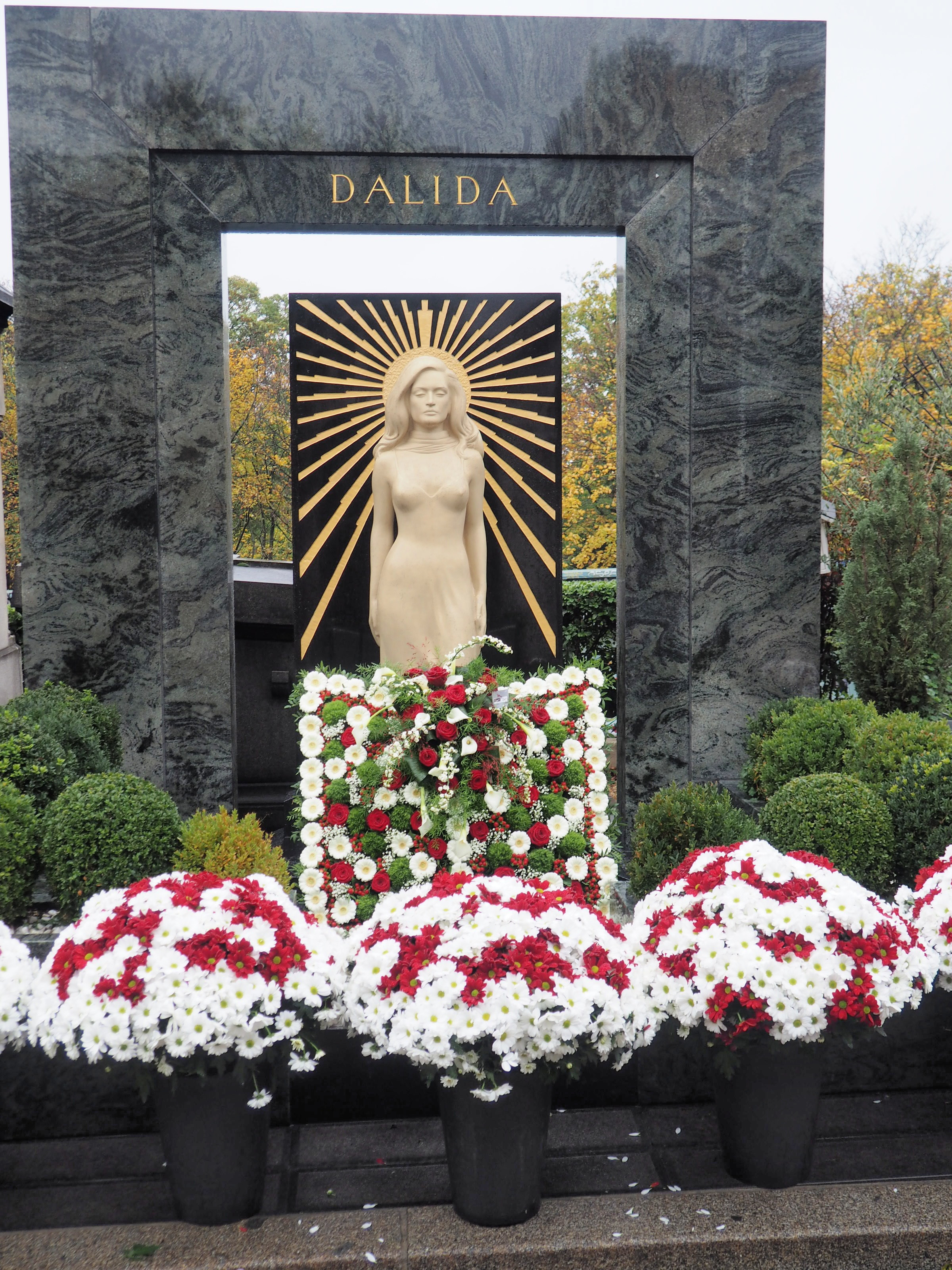
Grób Dalidy

## Życie prywatne
W 1961 wyszła za Luciena Morisse’a, ale ich małżeństwo zakończyło się po kilku miesiącach, ponieważ piosenkarka związała się z Jeanem Sobieskim. Morisse kilka lat po rozwodzie z Dalidą popełnił samobójstwo, podobnie jak kolejny partner artystki, włoski śpiewak Luigi Tenco, który odebrał sobie życie strzałem w głowę pod wpływem porażki na Festiwalu Piosenki Włoskiej w San Remo w 1967. Dalida po tym zdarzeniu również próbowała popełnić samobójstwo. 

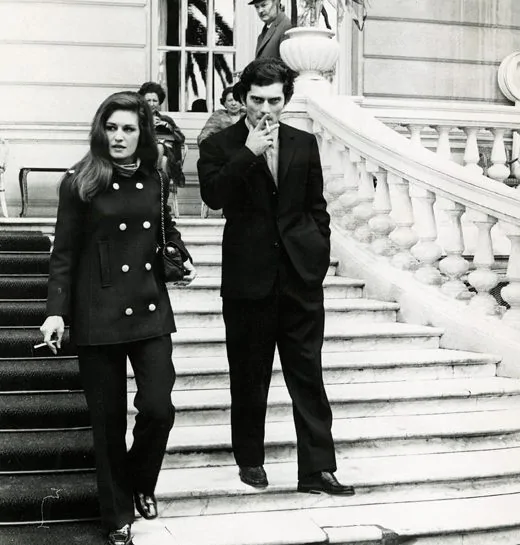
Dalida i Tenco (1967)

Następnie związała się z Richardem Chanfrayem, od którego odeszła w 1981. Chanfray w lipcu 1983 popełnił samobójstwo, trując się spalinami samochodowymi.
Była poliglotką: jej ojczystym językiem był język włoski, gdy mieszkała w Egipcie nauczyła się arabskiego i francuskiego, po rozpoczęciu międzynarodowej kariery poznała w zaawansowanym stopniu język angielski, posługiwała się również językami niemieckim i hiszpańskim na poziomie komunikatywnym, potrafiła również mówić w języku japońskim w stopniu podstawowym.
Dalida prawdopodobnie śpiewała mezzosopranem lub kontraltem o skali trzech oktaw i ciemnej barwie. W większości jej utworów swobodnie operowała skalą altu, sięgając co najmniej do połowy oktawy małej, jak i dwukreślnej.

### Upamiętnienie
W 1997 róg ulic Girardon i Abreuvoir w Butte Montmartre w Paryżu został przemianowany na plac Dalidy, gdzie wzniesiono jej popiersie naturalnej wielkości. W 2001 francuski rząd uhonorował Dalidę znaczkiem pocztowym ze zdjęciem, który sprzedano w liczbie 10 157 601 egzemplarzy. Od 11 maja do 29 września 2007, z okazji 20. rocznicy śmierci Dalidy, w paryskim ratuszu zorganizowana została wystawa „Une vie”, na której oprócz 40 sukien zaprezentowano inne osobiste przedmioty artystki, w tym jej korespondencję, zdjęcia, nagrania i złote płyty. Zwiedziło ją blisko 300 tysięcy osób.

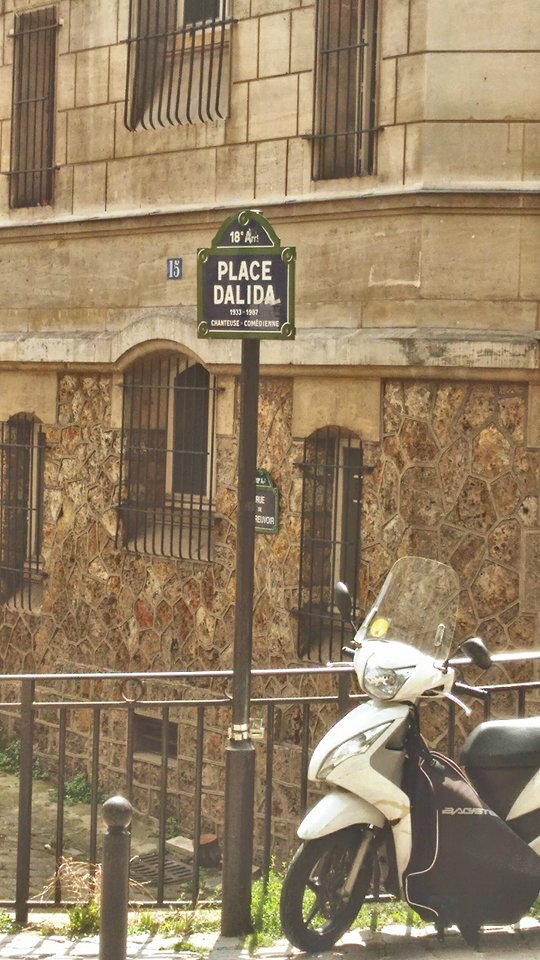
Plac Dalidy na Montmartre

Dla uczczenia 30. rocznicy śmierci artystki powstał film Lisy Azuelos Dalida. Skazana na miłość (2016). W roli głównej wystąpiła Sveva Alviti, a partnerowali jej m.in. Riccardo Scamarcio, Jean-Paul Rouve, Nicolas Duvauchelle, Alessandro Borghi, Valentina Carli, Brenno Placido i Niels Schneider.
31 marca 2017 w Teatrze Kamienica w Warszawie odbyła się premiera spektaklu muzycznego Dalida pieśń miłości w wykonaniu i reżyserii Justyny Bacz z udziałem Sergia Bettasa i Anny Riveiro. 7 stycznia 2019 premierę miał album z zapisem koncertu, również zatytułowany Dalida pieśń miłości. 8 kwietnia 2018 w Teatrze Kwadrat w Warszawie miała miejsce premiera spektaklu DalidAmore, czyli kochaj, całuj i płacz w reżyserii Ewy Kasprzyk.

## Filmografia
- Józef i jego bracia – (1954) z Omarem Sharifem
- Maska Tutanchamona – (1954)
- Sigara we Kass /A glass and a cigarette – (1954)
- Brigade des moeurs – (1957)
- Rapt au deuxième bureau – (1958)
- Parlez moi d’amour – (1960)
- L'inconnue de Hong Kong – (1963) z Serge’em Gainsbourgiem
- Ménage à l'Italienne – (1965)
- Io ti amo – (1968)
- Comme sur des roulettes – (1977)
- Dalida pour toujours – (dokumentalny, 1977)
- Le sixième jour / Szóstego dnia – (1986) – Jusuf Szahin

## Dyskografia
Lista nie zawiera singli oraz kompilacji.

- 1957 Son Nom Est Dalida
- 1957 Miguel
- 1958 Gondolier
- 1958 Les Gitans
- 1959 Le Disque D’Or De Dalida
- 1959 Love In Portofino
- 1960 Les Enfants Du Pirée
- 1961 Garde-Moi La Dernière Danse
- 1961 Loin De Moi
- 1961 Milord (po włosku)
- 1962 Le Petit Gonzalès
- 1963 Eux
- 1964 Amore Scusami
- 1965 Il Silenzio (Bonsoir Mon Amour)
- 1966 Pensiamoci Ogni Sera (po włosku)
- 1967 Olympia 67 (studio)
- 1967 Ciao Amore, Ciao (po włosku)
- 1968 Un Po’ D’Amore (po włosku)
- 1968 Le Temps Des Fleurs
- 1969 Canta In Italiano (po włosku)
- 1969 Ma Mère Me Disait
- 1970 Ils Ont Changé Ma Chanson
- 1971 Une Vie
- 1972 Olympia 71 (na żywo)
- 1972 Il Faut Du Temps
- 1973 Sings In Italian For You (po włosku)
- 1973 Julien
- 1974 Olympia 74 (na żywo)
- 1974 Manuel
- 1975 Sempre più (po włosku)
- 1975 J’Attendrai
- 1976 Coup De Chapeau Au Passé
- 1977 Femme Est La Nuit
- 1977 Olympia 77 (na żywo)
- 1977 Pour Toujours: Bande Originale (ścieżka dźwiękowa)
- 1977 Salma Ya Salama
- 1978 Génération 78 / Voilà Pourquoi Je Chante / Ça Me Fait Rêver
- 1979 Dédié À Toi (Monday Tuesday)
- 1980 Gigi In Paradisco
- 1980 Le Spectacle Du Palais Des Sports 1980 (na żywo)
- 1981 Olympia 81 (live)
- 1982 Spécial Dalida
- 1982 Mondialement Vôtre
- 1983 Les P’Tits Mots
- 1984 Dali
- 1986 Le Visage De L’Amour
- 1987 Tigani Bi Arab (po egipsku)
- 1995 Comme Si J’Étais Là... (remiks)
- 1996 À Ma Manière (remiks)
- 1997 Olympia 1959
- 1997 L’An 2005 (remiks)
- 1998 Le Rêve Oriental (remiks)
- 2001 Révolution 5° Du Nom (remiks)

## Repertuar
Piosenki wykonywane przez Dalidę, pochodziły z różnych nurtów: popu, rock’n’rolla, czy ballady. „J’attendrai” było pierwszą piosenką w stylu disco po francusku. Odniósłszy sukces, kontynuowała pracę, wydając cały album w tym stylu. Jej największy hit z tego zbioru to „Laissez-moi danser... Monday, Tuesday” (co tłumaczy się na polski jako „Pozwólcie mi tańczyć”). Jej ostatnia znana piosenka disco to „Americana” z 1981, jeśli wziąć pod uwagę, że utwór „Jouez Bouzuki” z 1982 to nowa wersja greckiej piosenki disco-pop z lat 70.

### Lista utworów
Wczesny repertuar
- El Cordobes (1966)
- À ma manière (1980)
- À qui? (1967)
- Aghani Aghani (1982)
- Am Tag als der Regen kam (1959/1982)
- Americana (1981)
- Amore Scusami (1964)
- Amoureuse de la vie (1977)
- Anima Mia (1974)
- Aranjuez la tua voce (1967)
- Avant de te connaître (1970)
- Avec le temps (1971)
- Bambino (1956)
- Bang Bang (1966)
- Bésame mucho (Embrasse-moi) (1976)
- Buenas Noches mi Amor (1957)
- C’est mieux comme ça (Le Parrain 2) (1975)
- C’était mon ami (1984)
- Captain Sky (1977)
- Chanteur des années 80 (1980)
- Chaque instant de chaque jour (1964)
- Ciao Amore, Ciao (1967)
- Ciao, Ciao Bambina (1959)
- Come Prima (Tu me donnes) (1958)
- Comme disait Mistinguett (1979)
- Concerto pour une voix (1970)
- Confidences sur la fréquence (1982)
- Ça me fait rêver (1978) – z Bruno Guillainem
- Dan Dan Dan (1968)
- Dans le bleu du ciel bleu (1958)
- Danza (1982)
- Darla Dirladada (1970)
- Ensemble (1982)
- Et de l’amour... de l’amour (1975) – z Richardem Chanfrayem jako „St-Germain”
- Eux (1963)
- Femme (1983)
- Femme est la nuit (1977)
- Fini, la comédie (1981)
- Gamil El Soura (1983)
- Garde-moi la dernière danse (1961)
- Génération 78 (1978) – z Bruno Guillainem
- Gigi l’Amoroso (1974)
- Gigi in Paradisco (1980)
- Gondolier (1958)
- Guitare et tambourin (1958)
- Hava Nagila (1958)
- Helwa Ya Baladi (1979)
- Hene Ma Tov (1965)
- Histoire d’un amour (1957)
- Il faut danser reggae (1979)
- Il pleut sur Bruxelles (1981)
- Il Silenzio (Bonsoir mon amour) (1965)
- Il venait d’avoir 18 ans / 18 Anni / He must have been eighteen (1973)
- Ils ont changé ma chanson (1970)
- Itsi bitsi petit bikini (1960):
- J’ai rêvé (1959)
- J’attendrai / Tornerai (1975)
- Je l’attends (1962)
- Je m’endors dans tes bras (1968)
- Je pars (1958)
- Je reviens te chercher (1967)
- Je suis malade (1973)
- Je suis toutes les femmes (1980)
- Jouez Bouzouki (1982)
- Kalimba de Luna (1984)
- L’amour et moi (1981)
- L’An 2005 (1969)
- L’Arlequin de Tolède / Arlecchino (1960)
- L’Innamorata (1984)
- L’ultimo valzer (1967)
- La chanson du Mundial '82 (1982)
- La colpa e tua (1971)
- La Danse de Zorba / La Danza di Zorba (1965/1986)
- La leçon de Twist (1962)
- La Mamma (1975)
- La Sainte Totoche (1965)
- La vie en rose (1965/1976)
- La Violetera (Son Nom Est Dalida) (1957)
- Lady d’Arbanville (1970)
- Le Flamenco (1965)
- Le jour du retour (1963)
- Le jour le plus long (1962)
- Le jour où la pluie viendra (1958/1982)
- Le Lambeth Walk / The Lambeth Walk (1978)
- Le petit bonheur (1976)
- Le petit Gonzalès (1962),
- Le promesse d’amore (1969)
- Le restaurant italien (1983)
- Le sixième jour (1986)
- Le temps d’aimer (1985)
- Le temps des fleurs (1968)
- Le Vénitien de Levallois (1985)
- Les anges noirs (1968)
- Les choses de l’amour (1971)
- Les enfants du Pirée (1960)
- Les Gitans (1958)
- Les hommes de ma vie (1986)
- Les grilles de ma maison (1967)
- Les p’tits mots (1983)
- Love in Portofino (1959)
- Lucas (1983)
- Ma vie je la chante (1974)
- Mama (1967)
- Maman, la plus belle du monde (1957)
- Marjolaine (1981)
- Mein Lieber Herr (1975)
- Milord (1960)
- Monday, Tuesday... Laissez-moi danser / Let me dance tonight (1979)
- Mourir sur scène (1983)
- Ne lui dis pas (1975)
- Nuits d’Espagne (1961)
- Nostalgie (1981)
- Oh! Lady Mary (1969)
- Ô Sole Mio (1960)
- Parce que je ne t’aime plus (1986)
- Parle plus bas (Le Parrain) (1972)
- Parlez-moi de lui (1966)
- Paroles... Paroles... (1973) – z Alainem Delonem
- Petit homme (1966)
- Pour en arriver là (1985)
- Pour ne pas vivre seul (1972)
- Pour te dire je t’aime (1984)
- Problemorama (L’argent... l’argent...) (1979)
- Quand je n’aime plus je m’en vais (1981)
- Quand on n’a que l’amour (1957/1979)
- Quand s’arrêtent les violons (1977)
- Que sont devenues les fleurs? (1962)
- Remember... c’était loin (1977) – z Richardem Chanfrayem
- Reviens-moi (1985)
- Rio do Brasil (1980)
- Romantica (1960)
- Salma Ya Salama (1977)
- Si j’avais des millions (1968)
- Soleil / Mediterraneo (1984)
- T’aimer follement (1960)
- Ta femme (1974)
- Ti Amo (Je t’aime) (1977)
- Tony (1982)
- Tu croiras (1963)
- Tu n’as pas très bon caractère (1957)
- Un po d’amore (1968)
- Une femme à quarante ans (1981)
- Vado Via (1973)
- Vedrai Vedrai (1979)
- Viva la pappa (1965)
- Voilà pourquoi je chante (1978)

Disco
- 1975 J’attendrai
- 1976 Besame mucho (Embrasse-moi)
- 1976 Tu m’as déclaré l’amour
- 1976 Les feuilles mortes
- 1976 Amor Amore (Amour c’est tout dire)
- 1976 Tico Tico
- 1976 Le petit bonheur
- 1977 Quand s’arrêtent les violons
- 1977 Femme est la nuit
- 1978 Génération 78
- 1978 Ça me fait rêver
- 1979 Monday, Tuesday... Laissez-moi danser
- 1979 Let me dance tonight
- 1979 Problemorama (L’argent, l’argent...)
- 1979 Va, va, va
- 1979 Il faut danser reggae
- 1980 Gigi in Paradisco
- 1980 Money Money
- 1980 Rio do Brasil
- 1981 Americana
- 1982 Jouez Bouzouki

nowa fala/synth pop
- 1980 Chanteur des années 80
- 1981 Quand je n’aime plus je m’en vais
- 1981 Partir ou mourir
- 1982 Danza
- 1982 Tony
- 1982 Le jour où la pluie viendra
- 1982 Confidences sur la fréquence
- 1982 Am Tag Als Der Regen Kam
- 1983 Mourir sur scène
- 1983 Femme
- 1983 Le restaurant italien
- 1984 Soleil
- 1984 L’Innamorata
- 1984 Sarà Sarà
- 1984 Soleil [Mix]
- 1984 Kalimba de luna
- 1984 Pour te dire je t’aime
- 1984 Une vie d’homme
- 1984 C’était mon ami
- 1984 Pour en arriver là
- 1985 Reviens-moi
- 1985 Le temps d’aimer
- 1985 Le Vénitien de Levallois
- 1986 La danse de Zorba
- 1986 Le sixième jour